# Curry rosso
Il curry rosso (in thailandese แกงเผ็ด, kaeng phet, pronuncia IPA: [kɛːŋ pʰèt], letteralmente: curry piccante) è un curry originario della Thailandia, che costituisce uno dei piatti più popolari e uno dei curry più piccanti della cucina thailandese.
Gli ingredienti principali sono il pesto per curry rosso e il latte di cocco e viene solitamente accompagnato da riso al vapore. 

## Pesto

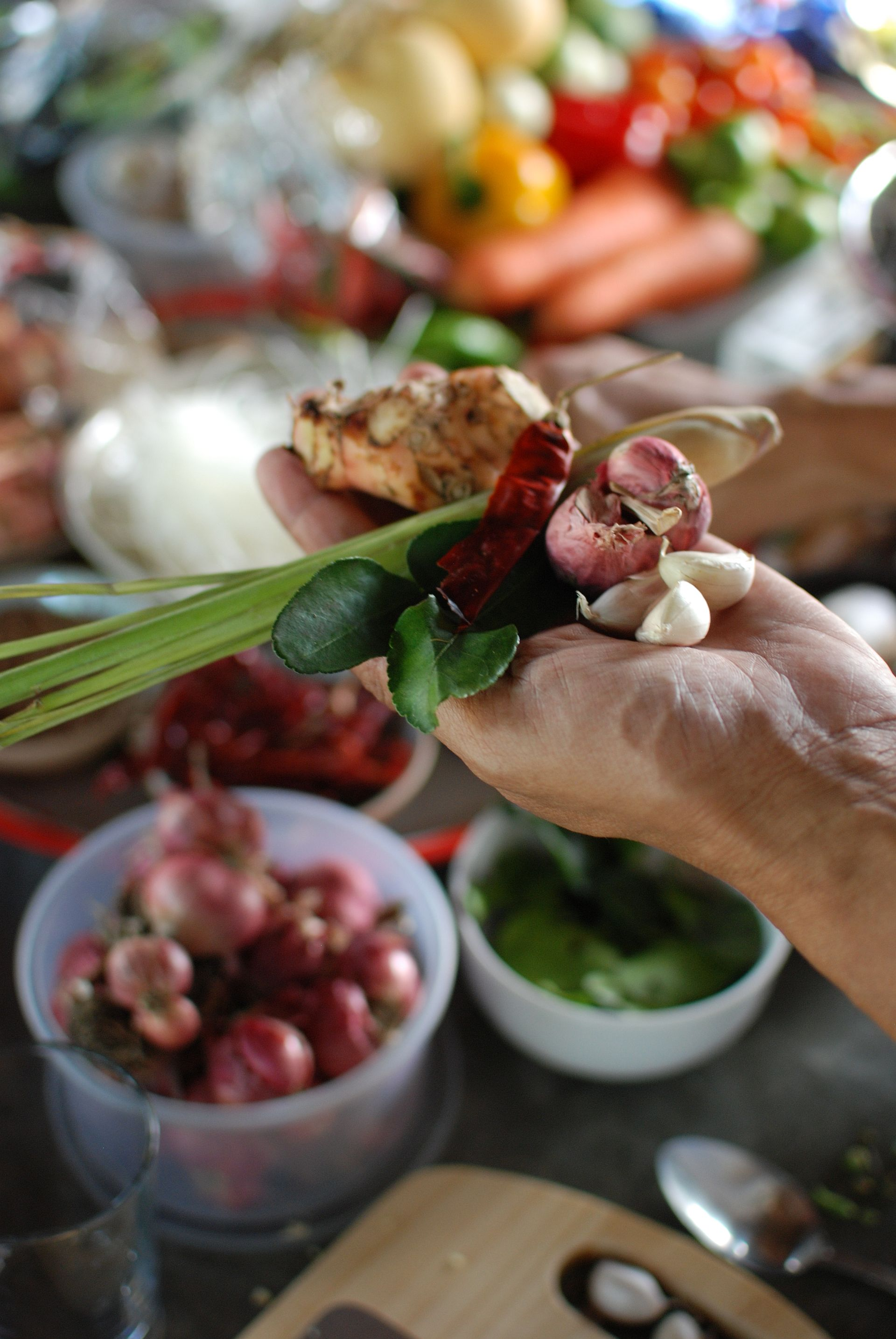
Alcuni ingredienti principali del pesto di curry rosso

Vi sono diversi tipi di pesto per curry rosso che variano a seconda anche della carne, pesce, verdura o frutta scelti per la preparazione del piatto. Gli ingredienti di base sono aglio, scalogno, peperoncino secco, citronella, galanga, pasta di gamberetti, buccia di combava, semi di coriandolo, semi di cumino, pepe nero e sale.
Tra gli altri ingredienti facoltativi vi sono la curcuma longa fresca come colorante, il coriandolo e acqua nel caso venga preparato con un frullatore. I migliori pesti sono comunque quelli preparati con il mortaio, nel quale gli ingredienti vanno messi secondo un ordine preciso. Il pesto dura tre settimane in frigorifero e tre mesi in congelatore. In commercio il pesto si trova già pronto, anche disidratato, ma fresco è preferibile per i suoi profumi inebrianti.

## Altri ingredienti

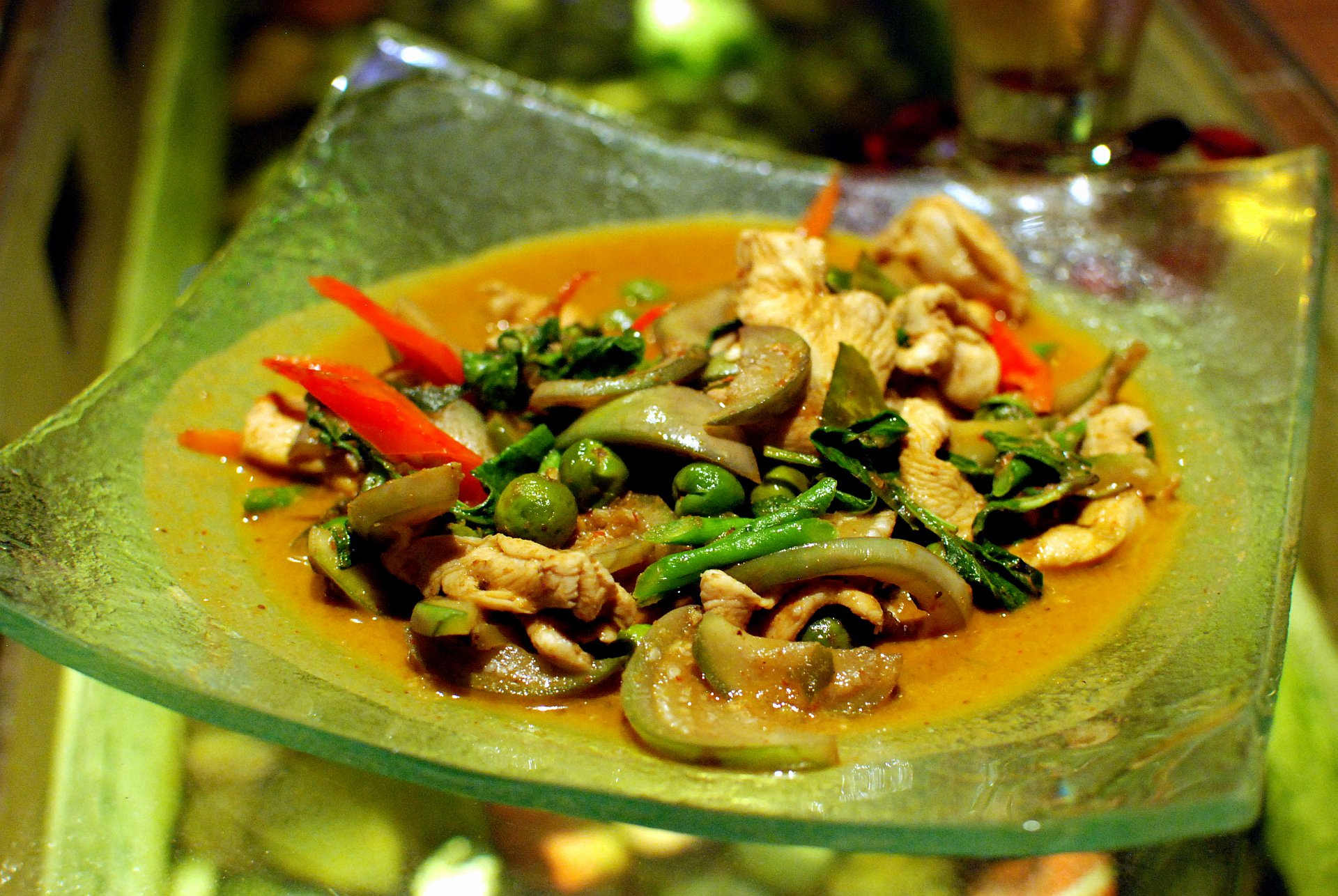
Curry rosso con pollo e verdure a Chiang Mai

I principali ingredienti per completare il piatto si scelgono di solito tra carne di pollo, gamberi, manzo, maiale, pesce e anatra, con eventuale aggiunta di verdure. Varianti vegetariane prevedono l'utilizzo di tofu, seitan, zucca, uova, piselli, melanzane, peperoni, ananas ecc.

## Cottura
Mettere a bollire il pesto con il latte di cocco e mischiare per alcuni minuti. Aggiungere la carne/tofu/verdura prescelta e cuocere fino al grado di cottura desiderato. Prima di fine cottura aggiungere salsa di pesce a piacere, la consistenza finale del curry deve risultare preferibilmente cremosa. Servire con riso al vapore ed eventuale coriandolo.